# Broșteni (Aninoasa), Argeș
Broșteni este un sat în comuna Aninoasa din județul Argeș, Muntenia, România.